# Bradina eremica

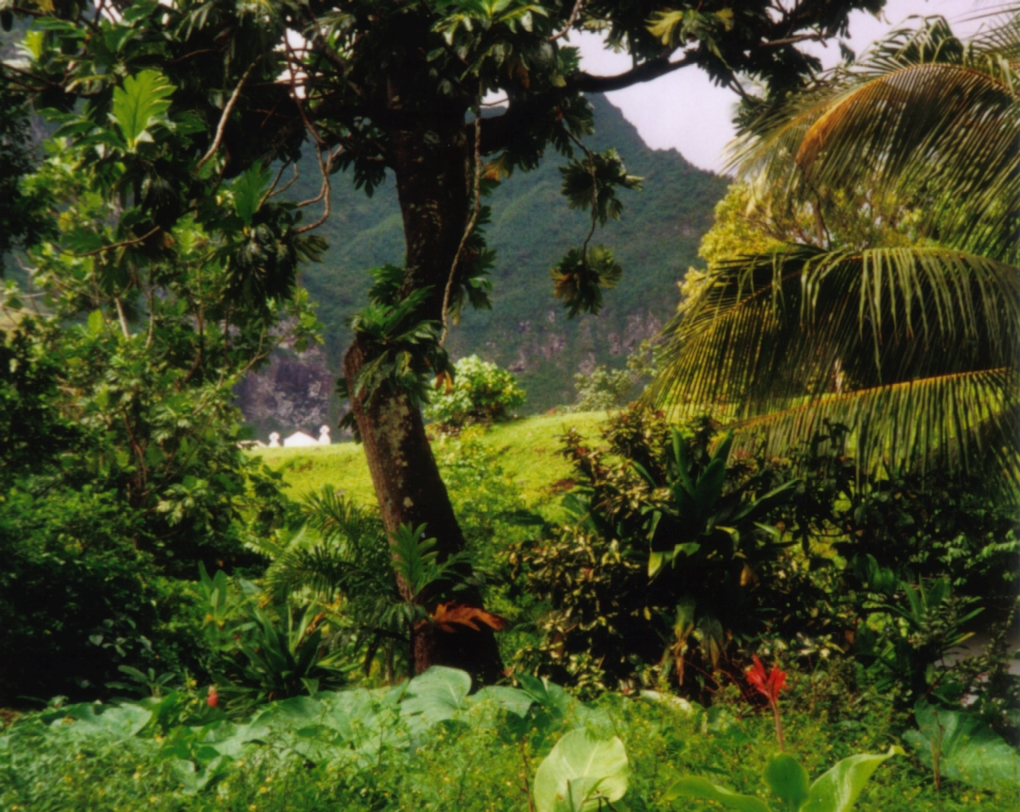
Isla Fatu Hiva, parte de las Islas Marquesas, habitat endémico de la Bradina eremica.

La Bradina eremica es una especie polilla de la familia Crambidae, dentro del orden Lepidoptera. Fue descrita por el entomólogo John Frederick Gates Clarke en 1986 como parte de su exhaustivo estudio sobre los lepidópteros del archipiélago de las Marquesas, publicado en la serie Smithsonian Contributions to Zoology. Esta especie es endémica de las Islas Marquesas, en la Polinesia Francesa.